# Républicanisme au Danemark
Le républicanisme au Danemark est un mouvement visant à changer le statut actuel du Danemark d’une monarchie constitutionnelle en une république. Cette position est très minoritaire dans le pays.

## Histoire
Le 1er juin 1920, le groupe socialiste dépose pour la première fois un projet antimonarchique au Rigsdag (parlement bicaméral danois). Il propose la transformation du Danemark en un État républicain monocaméral, formé sur le modèle de la Suisse, dans lequel le Rigsdag élirait pour trois ans un Conseil d’État qui à son tour élirait pour un an le président de la République parmi ses membres. L’écrivain Georg Brandes, quant à lui, malgré son absence d’affiliation à un groupe particulier, prône durant sa vie une République danoise couplée à une séparation de l’Église et de l’État.
Au XXIe siècle, la monarchie danoise bénéficie encore d’un soutien très important de la population, avec plus de 80 % d’opinions favorables,.